# Pentium Pro
Il Pentium Pro è un microprocessore x86 di sesta generazione prodotto da Intel, inizialmente destinato a rimpiazzare completamente il predecessore Pentium, poi relegato al ruolo di chip per computer desktop di fascia alta. Fu introdotto il 1º novembre 1995 con l'enorme socket 8 ed è stato poi sostituito da Intel con i più recenti Xeon.
A dispetto del nome, questo processore è molto differente dal predecessore, dato che si basa sulla nuova architettura P6 che sarebbe stata poi alla base anche dei successivi Pentium II, Pentium III, e Pentium M. Il Pentium Pro è stato il primo processore di tipo i686.

## Caratteristiche tecniche
Le prestazioni relative al codice a 32 bit erano eccellenti; tuttavia, il Pentium Pro spesso era più lento di un normale Pentium nel far girare codice a 16 bit e i sistemi operativi. Fu questo a deludere molti utenti domestici, data la dominanza a quel tempo di Windows 3.1, interamente a 16 bit. Windows 95 era già stato prodotto quando fu lanciato il Pentium Pro, ma la maggior parte delle applicazioni per Windows ed alcune parti di Windows 95 stesso erano ancora a 16 bit.
Tutte le versioni del processore erano molto costose, in quanto il processore e la cache erano su die differenti, integrati insieme nello stesso involucro, e connessi da un bus cloccato alla velocità del processore. Questo significava che un singolo, piccolo difetto in una delle due parti rendeva necessario scartare l'intero insieme. Questa è una delle ragioni della bassa efficienza del processo di produzione del Pentium Pro.
In seguito alle pianificazioni stilate con Microsoft riguardo ai prodotti futuri, Intel aveva deciso di ottimizzare il Pentium Pro per il codice a 32 bit. Di conseguenza non era competitivo nell'operare con del codice a 16 bit, e quando Windows 95 si rivelò in gran parte a 16 bit, il Pro non si ritrovò in una buona posizione per competere sul mercato desktop. Introdotto sul mercato server per operare con Windows NT e UNIX, entrambi a 32 bit, era ormai destinato a rimanere su quella zona di mercato. Intel riempì allora il vuoto lasciato dal Pro aggiornando il Pentium originale e creando il Pentium MMX.

## Overclock
Il Pentium Pro aveva velocità di clock 150 MHz, 166 MHz, 180 MHz e 200 MHz con un BUS a 60 MHz o 66 MHz. Molti utenti scelsero di portare il processore in overclock, portando la versione a 200 MHz a 233 MHz, e la 150 MHz a 166 MHz. Questo processore fu molto usato per architetture SMP multiprocessore e server e workstation con due o quattro Pentium Pro divennero piuttosto comuni.

## Modelli
La tabella seguente mostra i modelli di Pentium Pro arrivati sul mercato. Molti di questi condividono caratteristiche comuni pur essendo basati su diversi core; per questo motivo, allo scopo di rendere maggiormente evidente tali affinità e "alleggerire" la visualizzazione alcune colonne mostrano un valore comune a più righe. Di seguito anche una legenda dei termini (alcuni abbreviati) usati per l'intestazione delle colonne:
- Nome Commerciale: si intende il nome con cui è stato immesso in commercio quel particolare esemplare.
- Data: si intende la data di immissione sul mercato di quel particolare esemplare.
- Socket: lo zoccolo della scheda madre in cui viene inserito il processore. In questo caso il numero rappresenta oltre al nome anche il numero dei pin di contatto.
- Clock: la frequenza di funzionamento del processore.
- Molt.: sta per "Moltiplicatore" ovvero il fattore di moltiplicazione per il quale bisogna moltiplicare la frequenza di bus per ottenere la frequenza del processore.
- Pr.Prod.: sta per "Processo produttivo" e indica tipicamente la dimensione dei gate dei transistor (180 nm, 130 nm, 90 nm) e il numero di transistor integrati nel processore espresso in milioni.
- Voltag.: sta per "Voltaggio" e indica la tensione di alimentazione del processore.
- Watt: si intende il consumo massimo di quel particolare esemplare.
- Bus: frequenza del bus di sistema.
- Cache: dimensione delle cache di 1º e 2º livello.
- XD: sta per "XD-bit" e indica l'implementazione della tecnologia di sicurezza che evita l'esecuzione di codice malevolo sul computer.
- 64: sta per "EM64T" e indica l'implementazione della tecnologia a 64 bit di Intel.
- HT: sta per "Hyper-Threading" e indica l'implementazione della esclusiva tecnologia Intel che consente al sistema operativo di vedere 2 core logici.
- ST: sta per "SpeedStep Technology" ovvero la tecnologia di risparmio energetico sviluppata da Intel e inserita negli ultimi Pentium 4 Prescott serie 6xx per contenere il consumo massimo.
- VT: sta per "Vanderpool Technology", la tecnologia di virtualizzazione che rende possibile l'esecuzione simultanea di più sistemi operativi differenti contemporaneamente.
- Core: si intende il nome in codice del progetto alla base di quel particolare esemplare.

| Nome Commerciale    | Data             | Socket | Clock   | Molt. | Pr.Prod.       | Voltag. | Watt | Bus    | Cache            | XD | 64 | HT | ST | VT | Core |
| ------------------- | ---------------- | ------ | ------- | ----- | -------------- | ------- | ---- | ------ | ---------------- | -- | -- | -- | -- | -- | ---- |
| Pentium Pro 150 MHz | 1º novembre 1995 | 8      | 150 MHz | 2,5x  | 350 nm 21 mil. | 3,3 V   | 30 W | 60 MHz | L1=32KB L2=256KB | No | No | No | No | No | P6   |
| Pentium Pro 180 MHz | 1º novembre 1995 | 8      | 180 MHz | 3x    | 350 nm 21 mil. | 3,3 V   | 30 W | 60 MHz | L1=32KB L2=256KB | No | No | No | No | No | P6   |
| Pentium Pro 166 MHz | 1º novembre 1995 | 8      | 166 MHz | 2,5x  | 350 nm 36 mil. | 3,3 V   | 36 W | 66 MHz | L1=32KB L2=512KB | No | No | No | No | No | P6   |
| Pentium Pro 200 MHz | 1º novembre 1995 | 8      | 200 MHz | 3x    | 350 nm 36 mil. | 3,3 V   | 36 W | 66 MHz | L1=32KB L2=512KB | No | No | No | No | No | P6   |
| Pentium Pro 200 MHz | 18 agosto 1997   | 8      | 200 MHz | 3x    | 350 nm 67 mil. | 3,3 V   | 45 W | 66 MHz | L1=32KB L2=1MB   | No | No | No | No | No | P6   |

## Il successore
Il Pentium Pro fu sostituito dal Pentium II, in sostanza una versione del Pentium Pro migliorata con funzionalità MMX e maggiore ottimizzazione per il codice a 16 bit. Intel produsse anche un Pentium II a 333 MHz con socket 8 per permettere l'aggiornamento di sistemi basati sul Pro.